# Apokalypse (Wandteppich)

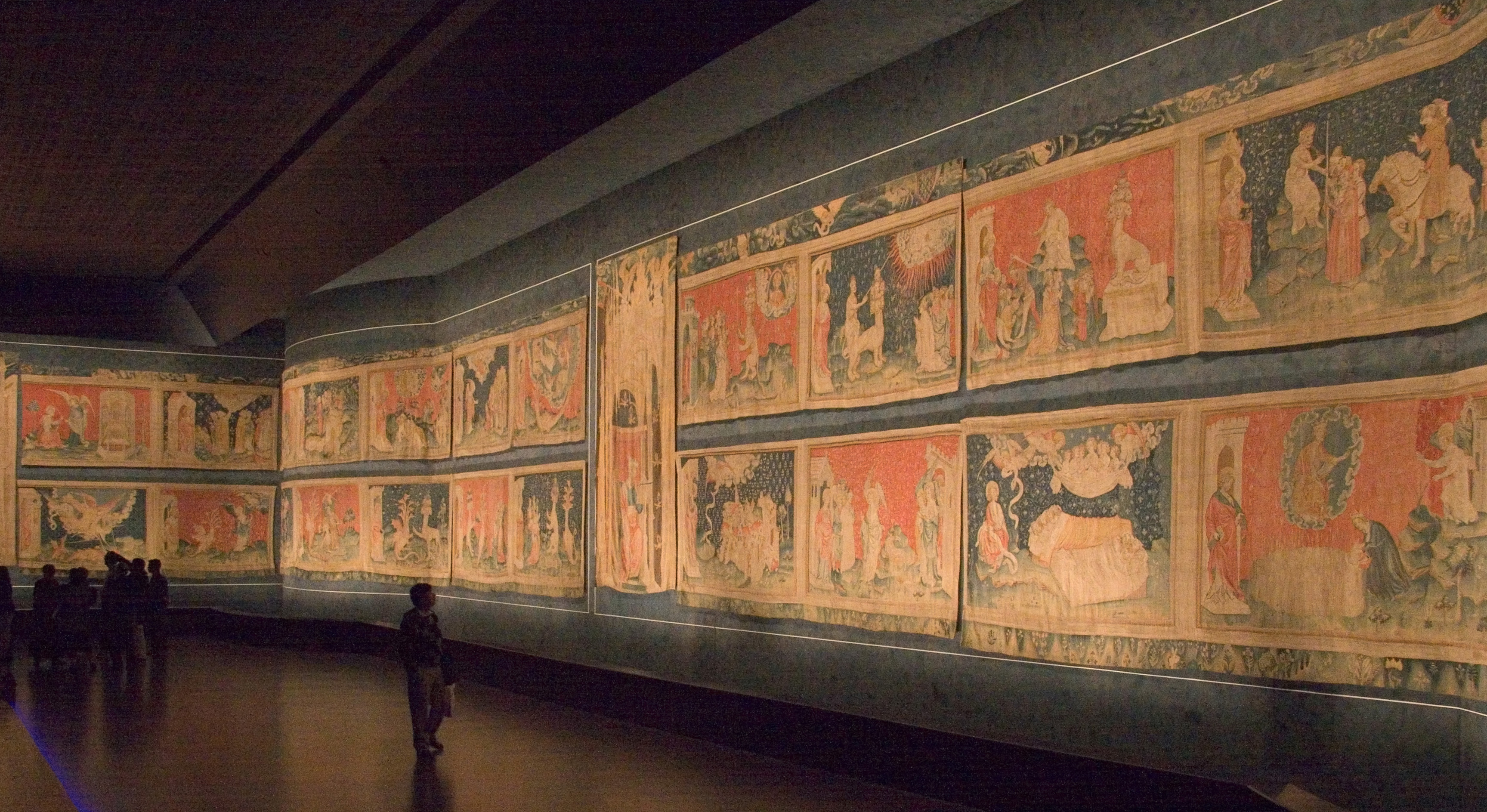
Halle mit den Teppichen

Der Teppichzyklus der Apokalypse ist der größte Wandteppich, der jemals in Europa gewebt wurde. Er ist im französischen Schloss Angers in einem 1954 eigens zu diesem Zweck errichteten Gebäude ausgestellt und stellt die Visionen aus der Offenbarung des Johannes dar.
Der Wandteppich hat eine Länge von 103 Metern und eine Höhe von 4,3 Metern. Ursprünglich war das Werk noch größer: jedes seiner sechs Elemente war 6 Meter hoch und über 23 Meter lang, was eine Gesamtlänge von über 140 Metern ergab. Angefertigt wurde er zwischen 1373 und 1382 im Auftrag von Herzog Ludwig I. von Anjou. Der Webermeister Nicolas Bataille koordinierte Finanzierung und Realisierung, Hofmaler Jan Bondol („Hennequin von Brügge“) gestaltete die Entwürfe, und die Ausführung erfolgte zum größten Teil in der Pariser Teppichweberwerkstatt von Robert Poisson.

## Beschaffenheit
Auf sechs Elementen aus Wolle verteilen sich insgesamt 84 einzelne Szenen, die abwechselnd auf roten und blauen Untergrund gewebt sind. Jeder Teppich war im Original sechs Meter hoch, fünf davon 24 Meter lang, was eine Gesamtfläche von ca. 700 m² Gewebe ergibt. Die erhaltenen Reste der ursprünglichen Tenture von 140 Meter Länge sind 103 Meter lang und fünf Meter hoch. Für welchen Zweck oder welchen Raum diese Tapisserien gedacht waren, ist nicht verifizierbar. Vielleicht wurden sie auch nur bei großen Gelegenheiten innerhalb des Schlossbezirkes draußen unter freiem Himmel aufgehängt. Ganz allgemein hatten Wandteppiche im Mittelalter die Aufgabe, die Wohnungen oder die religiösen Gebäude vor Zugluft zu schützen und zu verschönern. Wie einige besondere Möbel wurden die Wandteppiche vom Eigentümer auf seinen Reisen mitgenommen. Als Geschenk spielten sie sogar in den diplomatischen Beziehungen zwischen den Prinzen eine Rolle. Aber die Teppiche von Angers unterscheiden sich schon durch ihre Größe von anderen Exemplaren und erfüllten vielleicht auch eine ganz andere Funktion.

## Geschichte

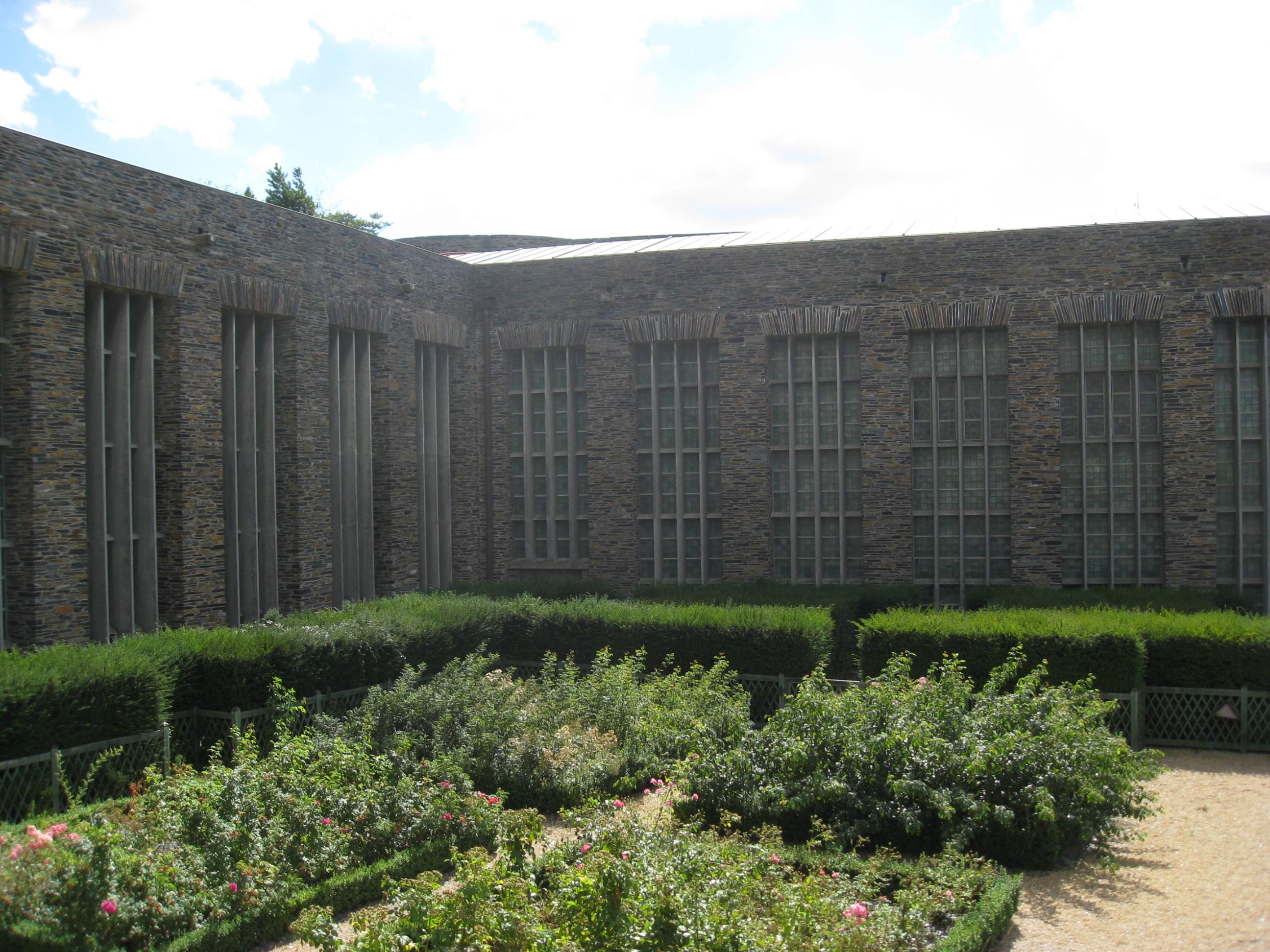
Außenansicht der 1953–1954 erbauten Halle mit den Teppichen

Möglicherweise handelte es sich um eine prunkvolle Ausstattung für den „Ordre de la Croix“, den Kreuzorden, den Ludwig I. um das Jahr 1370 gegründet hatte. Die Tatsache, dass der Teppich eine Fahne mit dem Kreuz mit einem doppelten Balken enthält, Zeichen der Verehrung des Herzogs für die Reliquie des echten Kreuzes in Anjou, lässt dies vermuten.
Erst in der Barockzeit ging der Sinn für diese Kostbarkeit verloren. 1782 wurden sie zum Verkauf angeboten. Während der Französischen Revolution zerschnitt man sie und benutzte sie als Decken, Bettvorleger oder Abdeckplanen, um Orangenbäume im Winter vor der Kälte zu schützen. 1843 erwarb der Bischof von Angers einen großen Teil der Teppichfragmente von der Domänenversammlung zurück, andere fanden sich nach hartnäckigem Suchen. Trotzdem blieb etwa ein Drittel der Szenen für immer verloren. Die ursprünglich leuchtenden Farben sind noch auf der Rückseite zu sehen. Die Vorderseiten sind deutlich blasser geworden, daher auch die heutigen Maßnahmen gegen zu viel Licht. Das Gebäude, in dem sich der Teppichzyklus heute befindet, ist 1953–1954 extra für diesen Zweck errichtet worden.
Fast vollständig erhalten blieb der erste Teppich, ebenso sind der vierte und fünfte in alter Größe vorhanden. Von den anderen blieben Einzelszenen und Fragmente übrig, die sich nicht mehr in allen Fällen einem bestimmten Teppich zuordnen lassen.

## Themen des Zyklus
Die Visionen der Offenbarung des Johannes werden auf jedem Einzelteppich von Angers in zwei übereinanderliegenden Reihen, jede sieben Bilder enthaltend, dargestellt, also pro Teppich 14 Szenen. Die einzelnen Bilder haben abwechselnd einen roten oder einen blauen Hintergrund, sodass eine Art Schachbrettmuster entsteht. Unter jedem Bild stand ein Text, eine abgekürzte Aussage aus der Apokalypse, die jedoch größtenteils verloren gingen.
Je länger sich die insgesamt neunjährige Arbeit an den Teppichen hinzog, desto mehr bemühte man sich, deren Qualität zu steigern. Die ersten Szenen haben allesamt einen einfarbigen Hintergrund. Später gruppierte man um die Figuren eine üppige Flora mit mehr oder weniger dichtem Blätter- und Blütenwerk und fügte Schmetterlinge hinzu.

## Die einzelnen Szenen

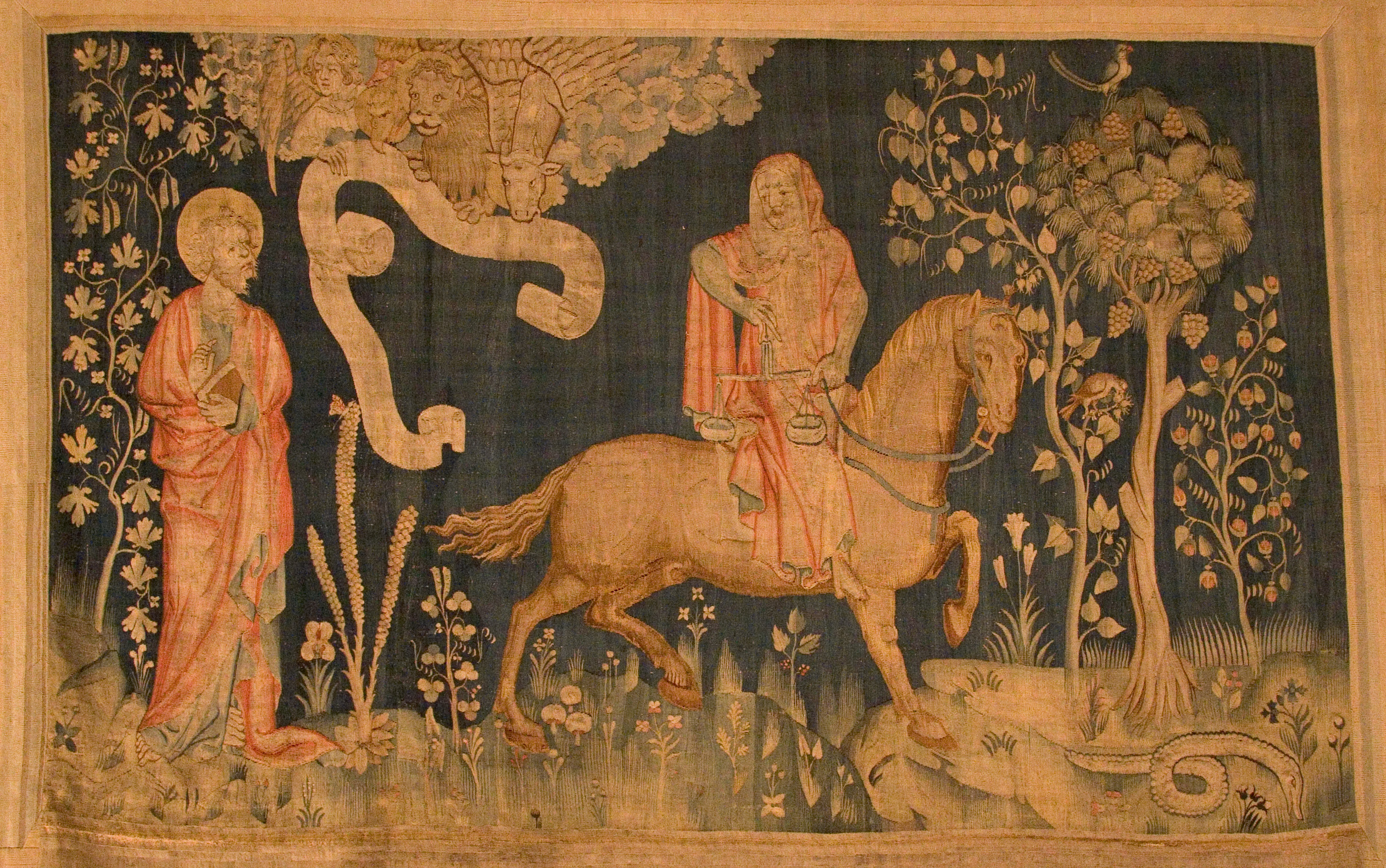
Szene 9: Der Rappe und die Hungersnot (Drittes Siegel)

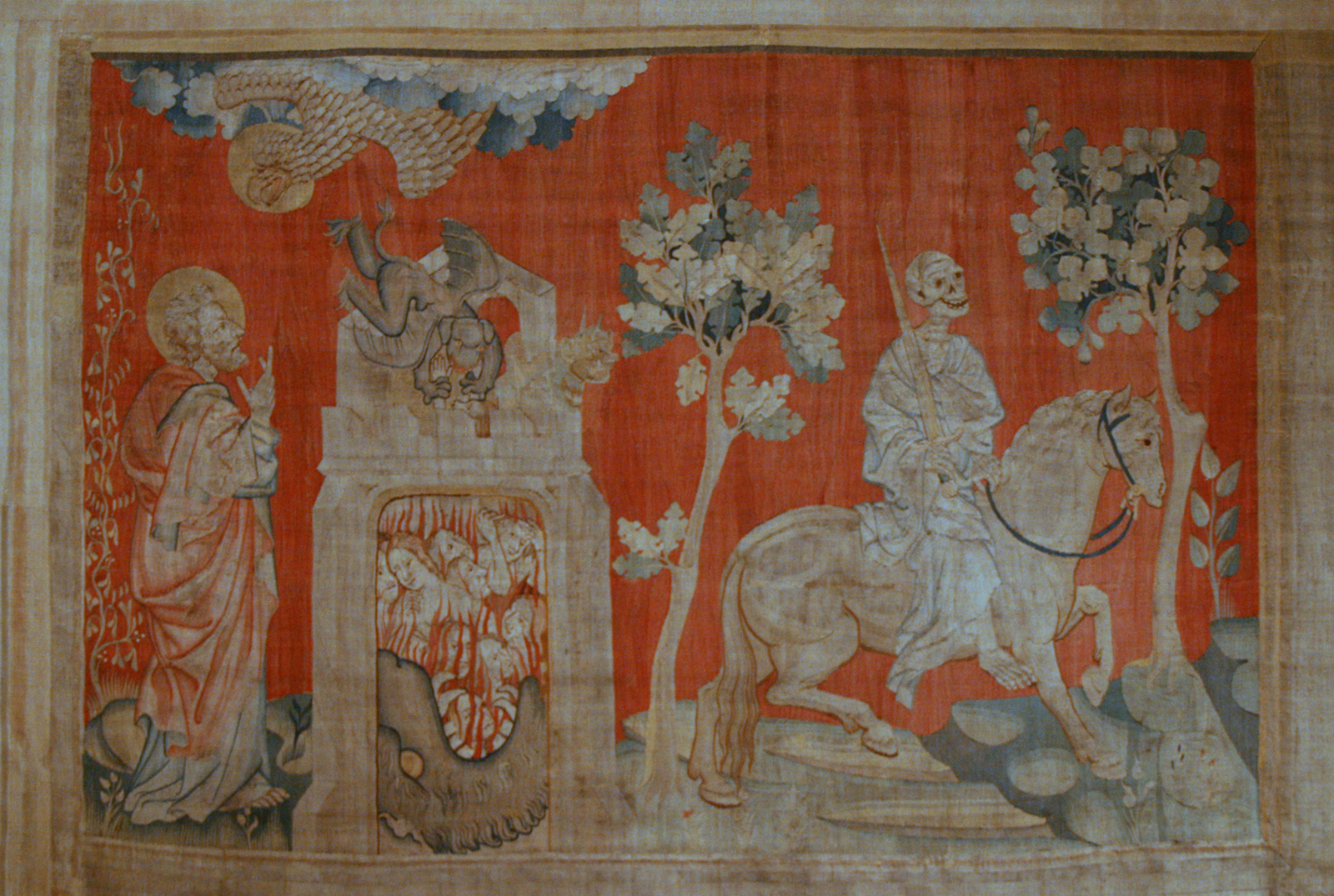
Szene 10: Das bleiche Pferd und der Tod (Viertes Siegel)

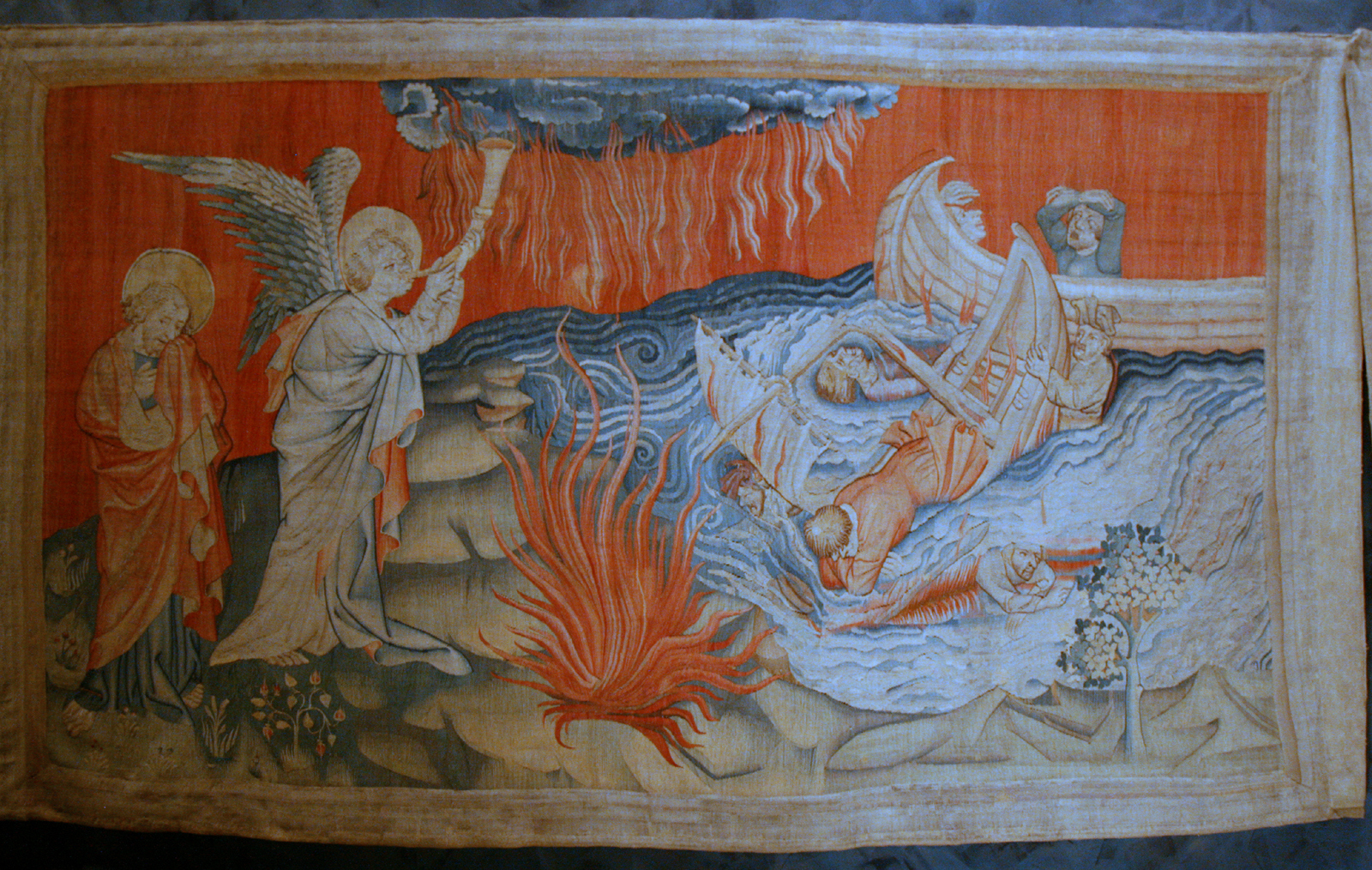
Szene 18: Der Schiffbruch (Zweite Posaune)

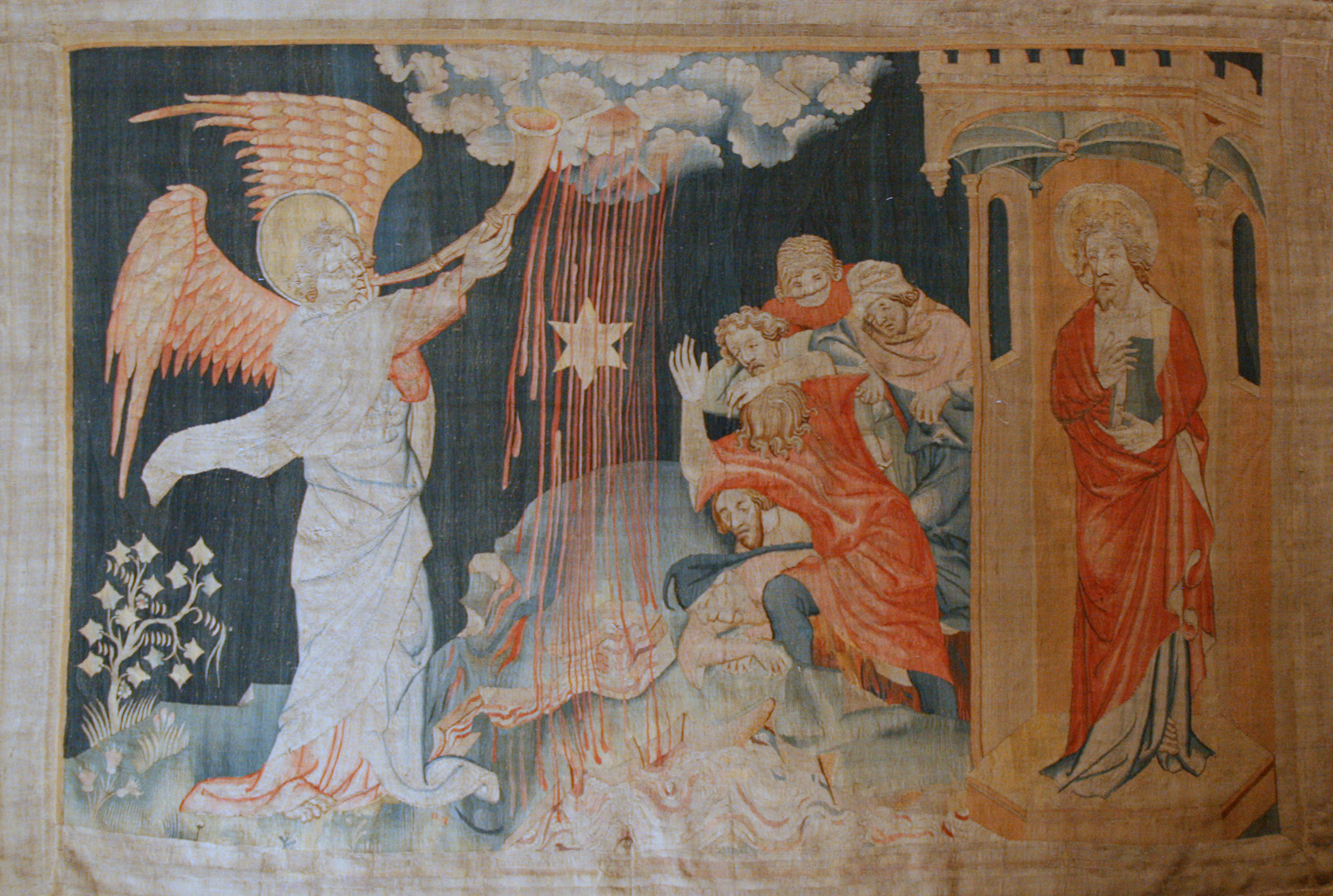
Szene 19: Der Wermut (Dritte Posaune)

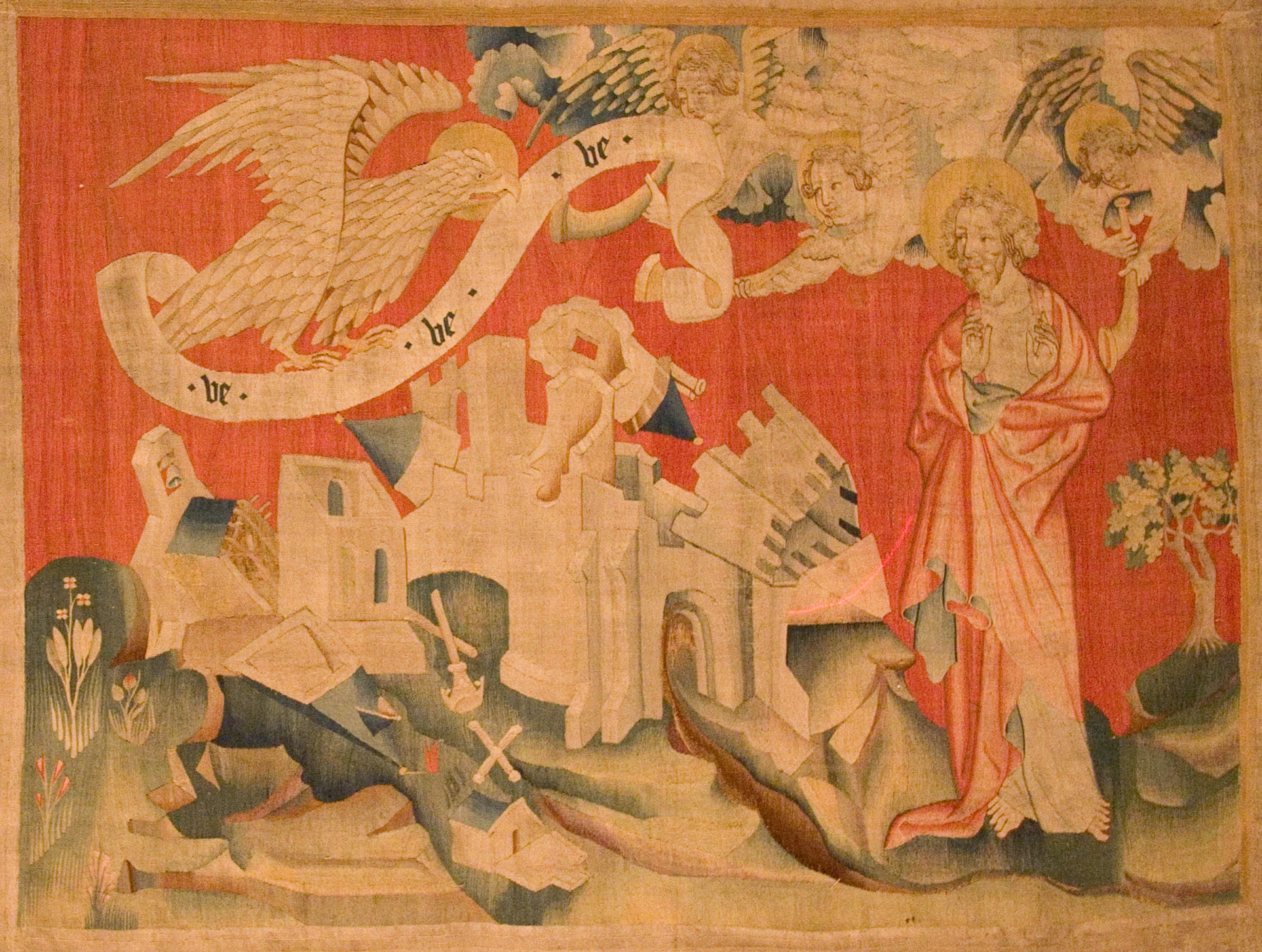
Szene 20: Der Adler Unheil (Vierte Posaune)

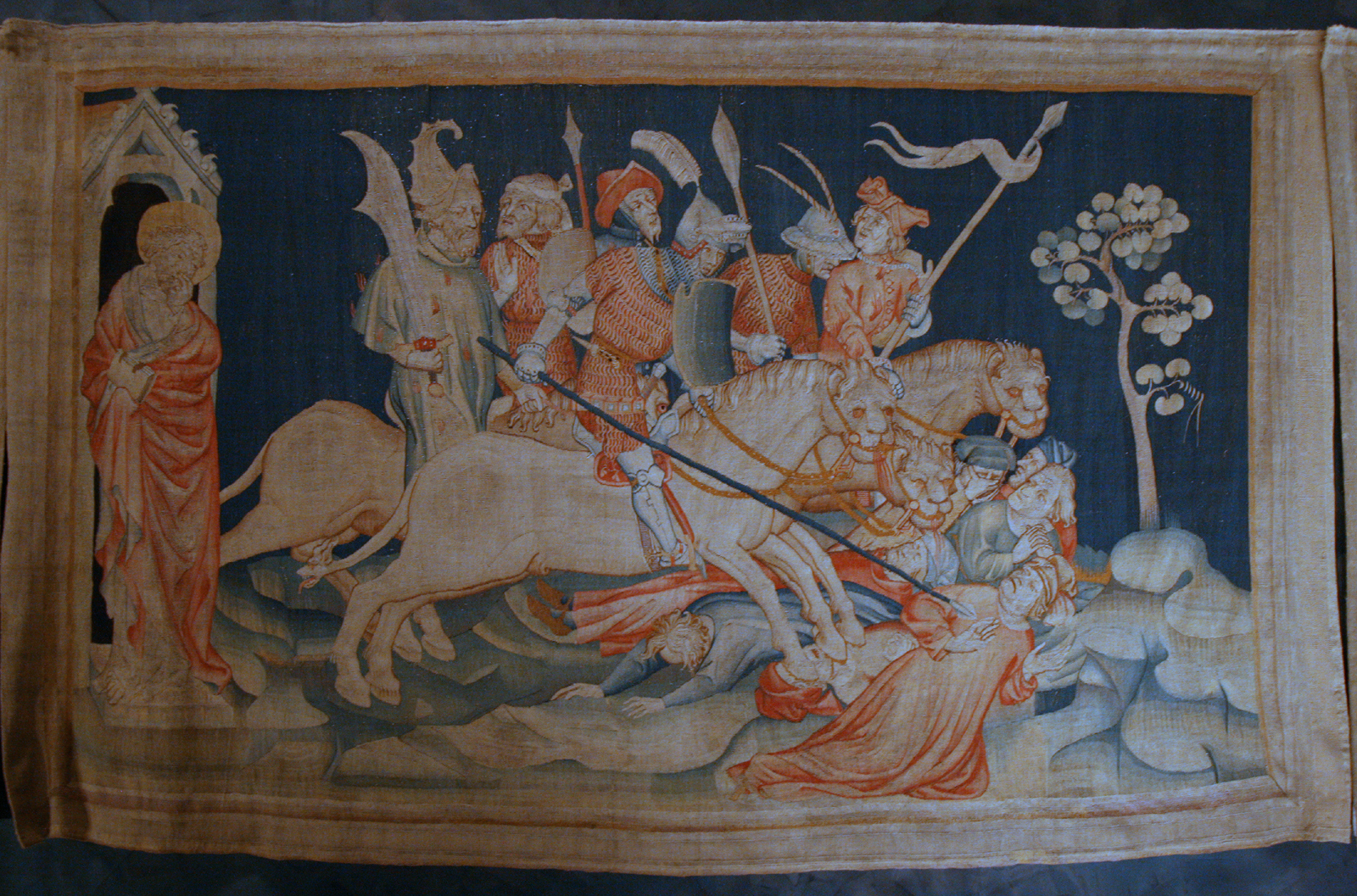
Szene 23: Das Reitervolk

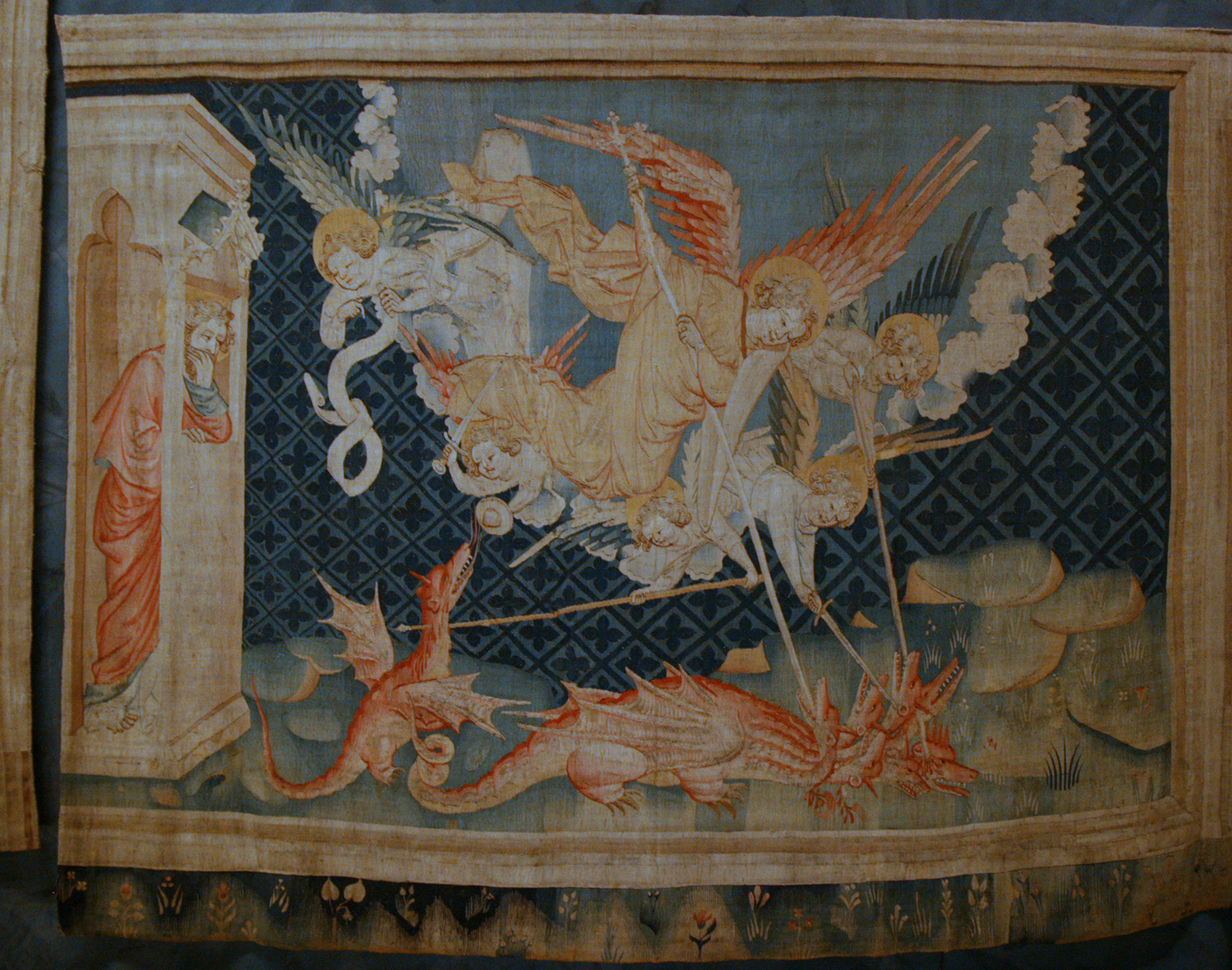
Szene 34: Der Erzengel Michael bezwingt den Drachen

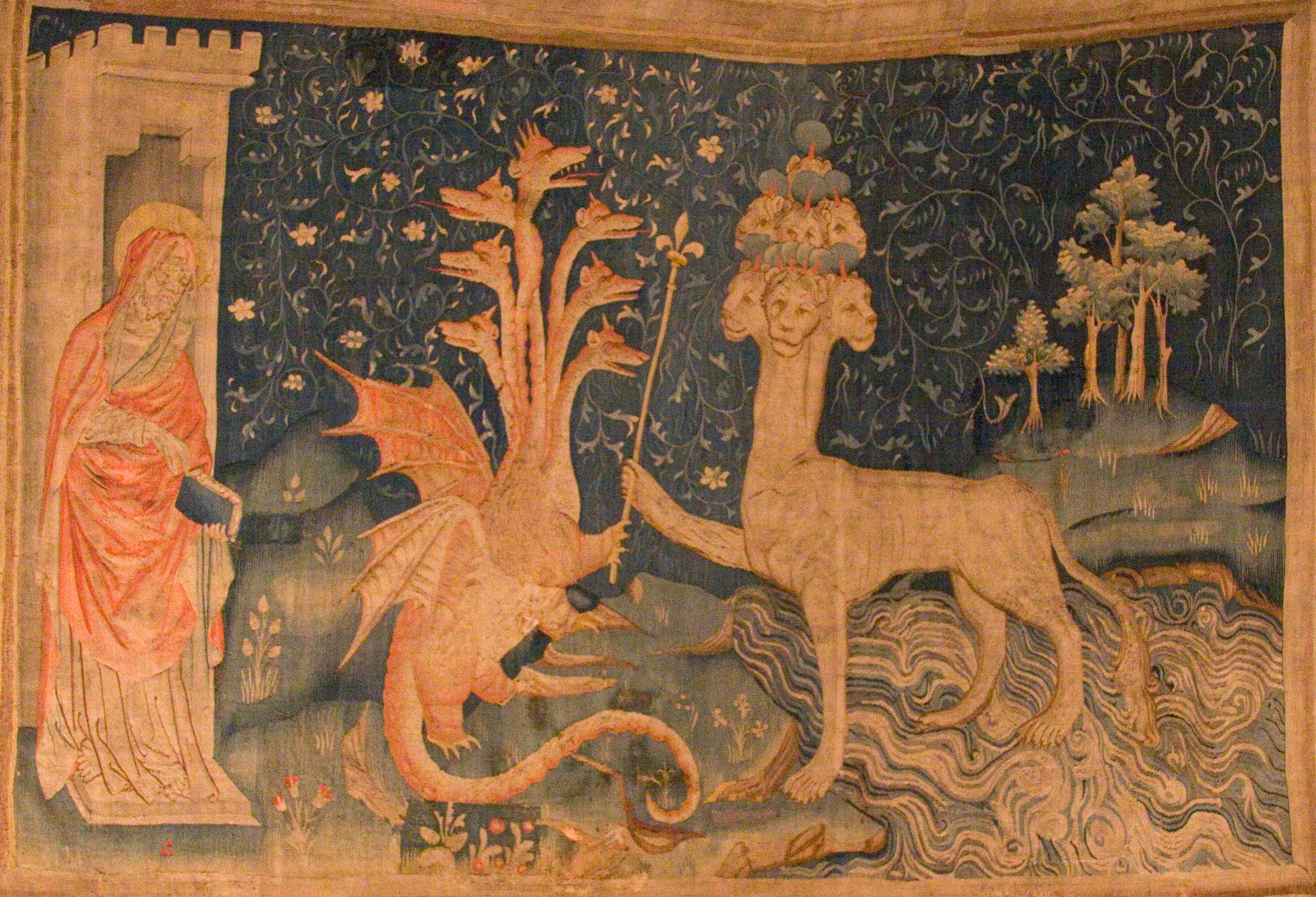
Szene 38: Das Tier aus dem Meer

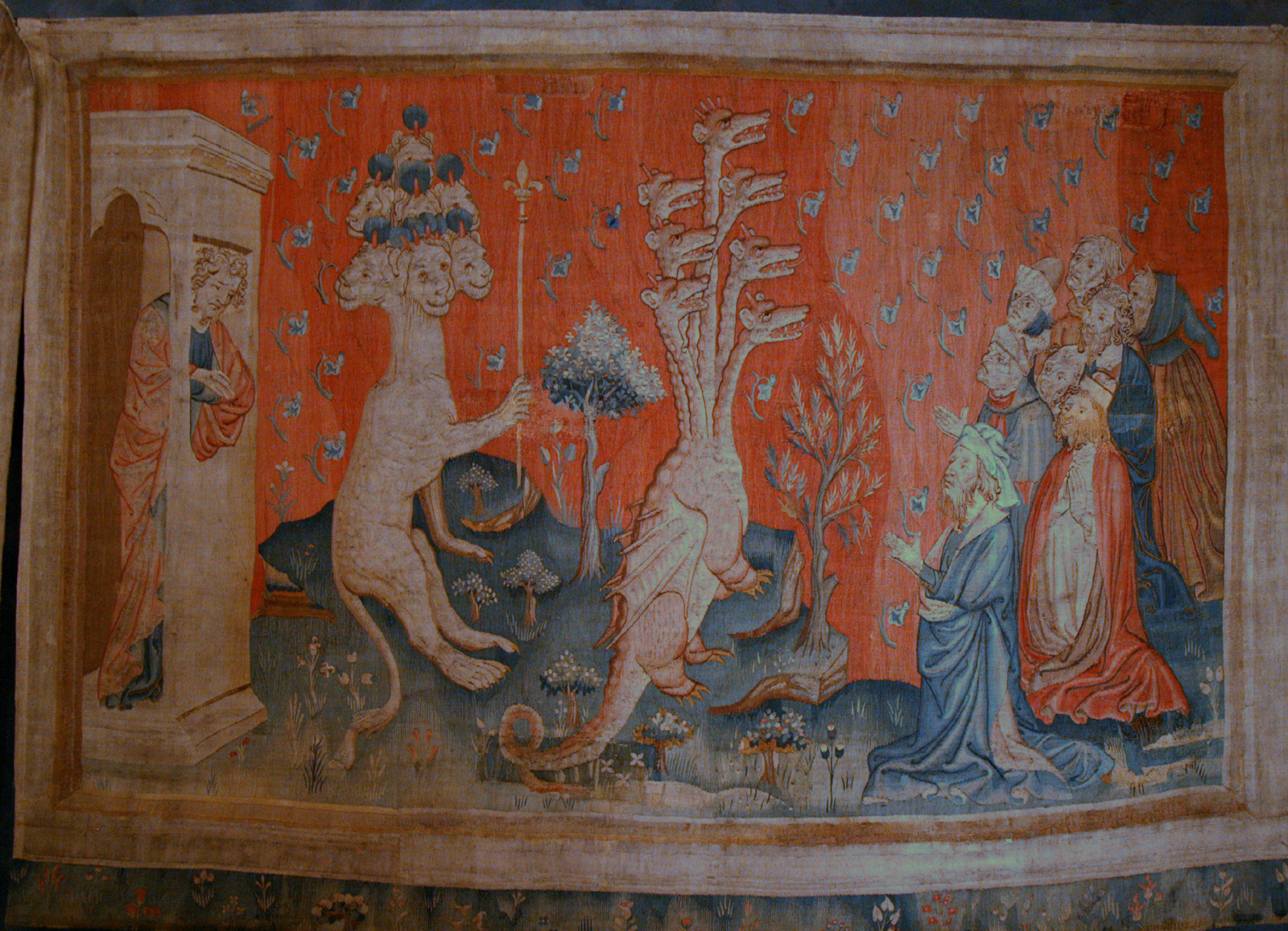
Szene 39: Die Anbetung des Drachen

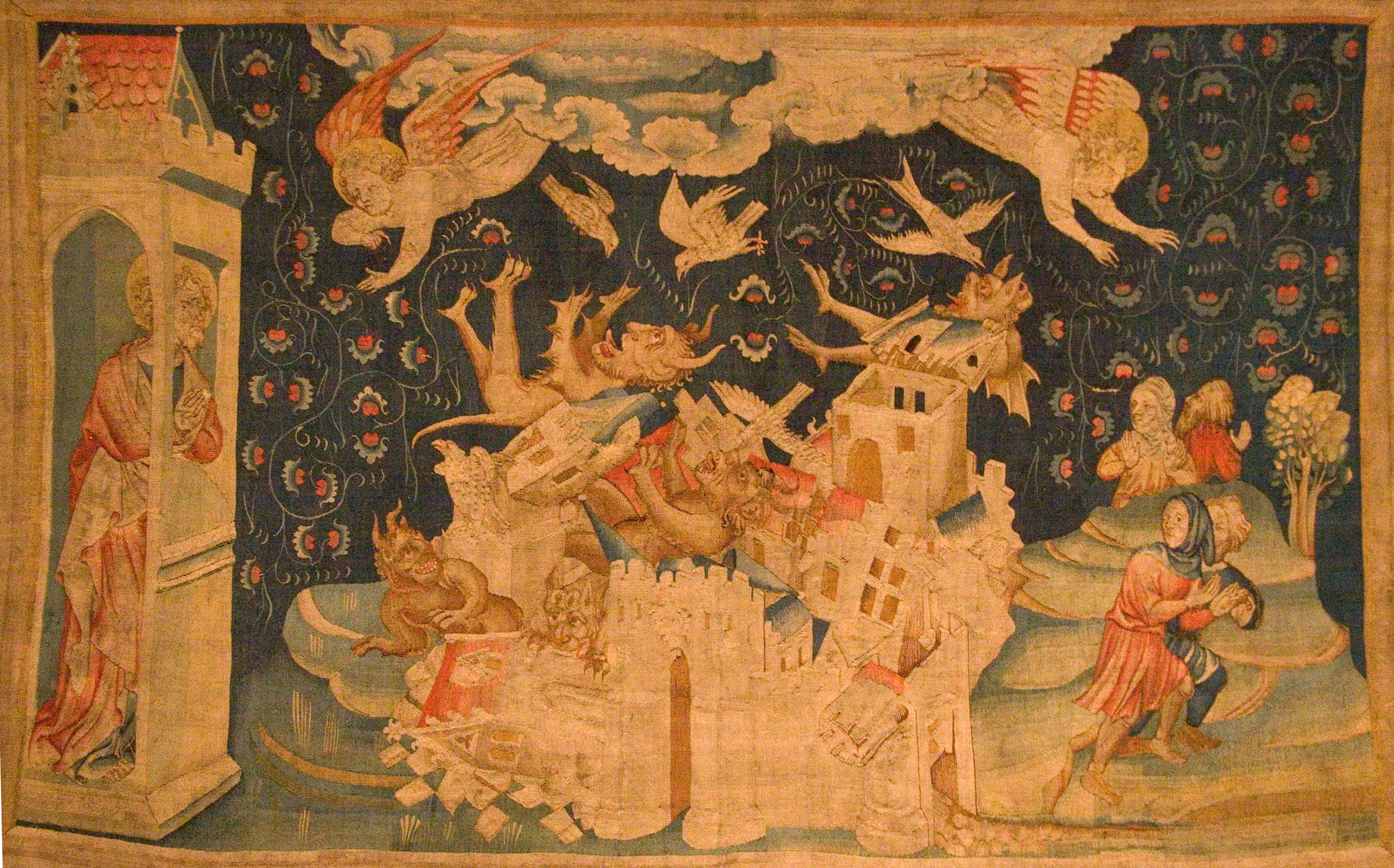
Szene 66: Der Untergang des von Teufeln eingenommenen Babylon

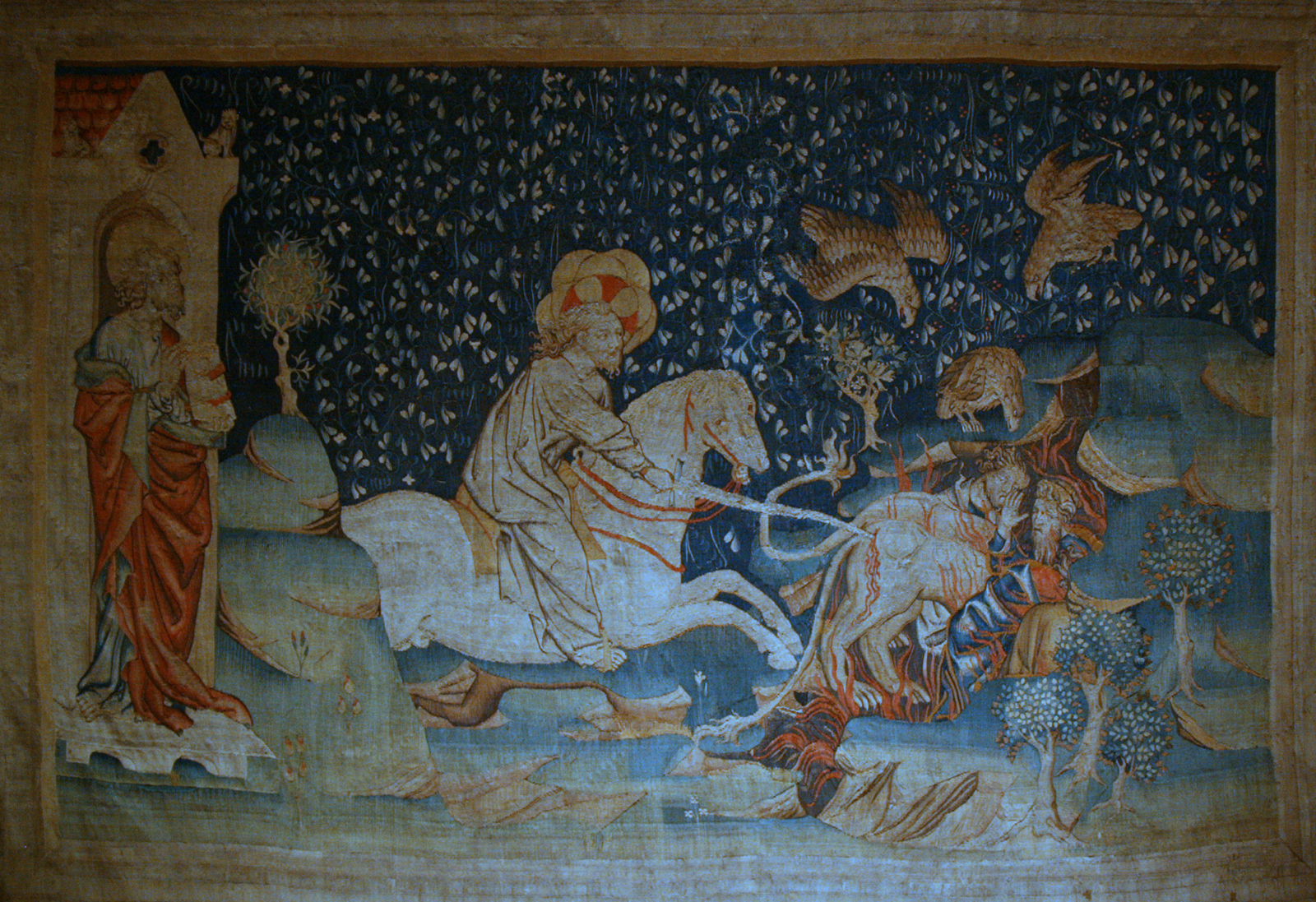
Szene 70: Die Tiere werden in den feurigen Pfuhl geworfen

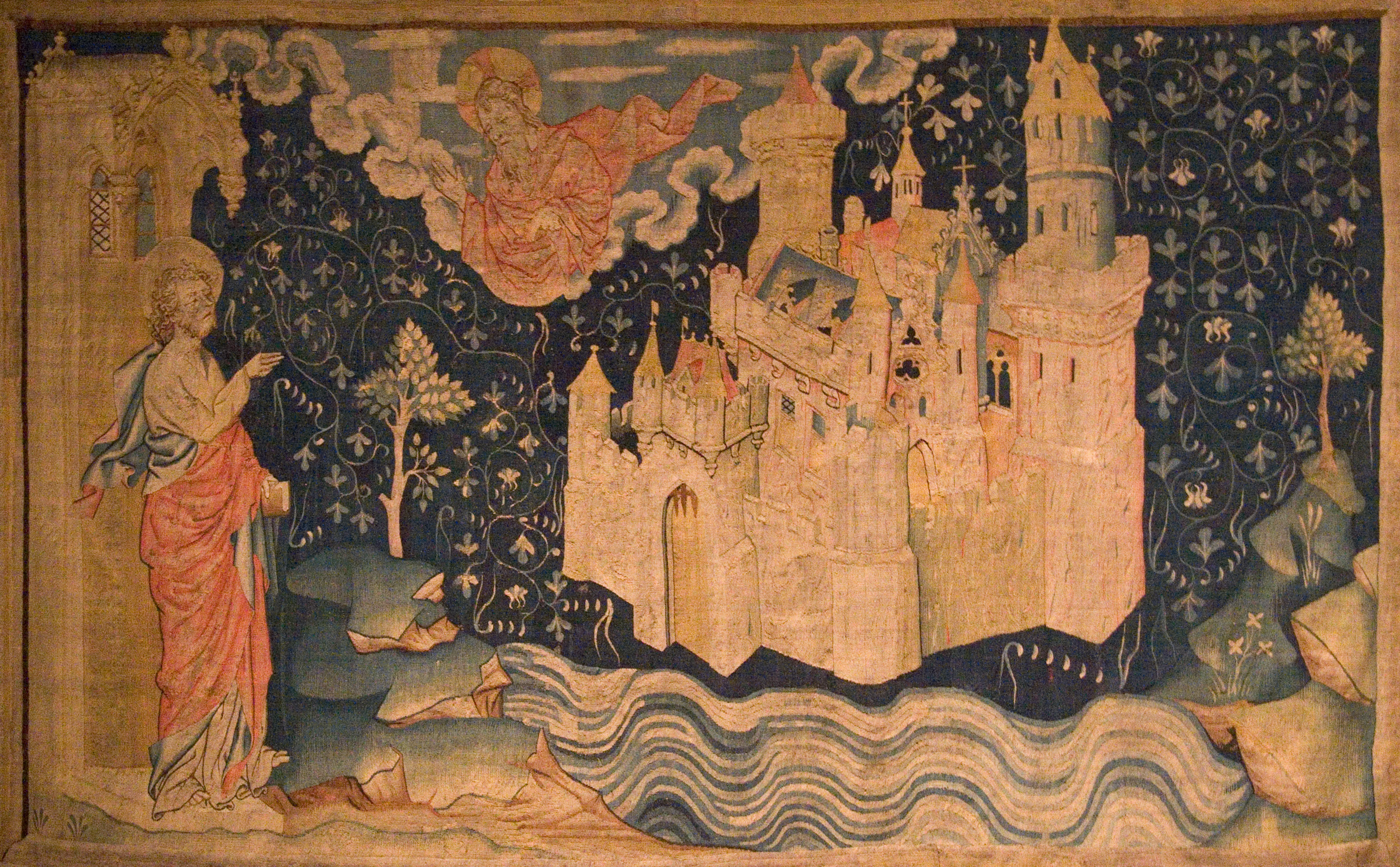
Szene 73: Das neue Jerusalem

Die Zahlenangaben entsprechen dem Registrierungsverzeichnis des Wandteppich-Zyklus und der Nummerierung der Galerie der Apokalypse im Schloss Angers. Kursive Schrift bedeutet, dass die Szene verloren ging.

### Erstes Element
- Szene 1: Unter einem Baldachin sitzende große Figur

Obere Reihe
- Szene: Der heilige Johannes auf der Insel Patmos
- Szene 2: Die sieben Gemeinden
- Szene 3: Christus mit dem Schwert
- Szene 4: Gott auf dem Thron
- Szene 5: Die Ältesten fallen vor Gott nieder
- Szene 6: Die Tränen des heiligen Johannes
- Szene 7: Das geschlachtete Lamm

Untere Reihe
- Szene: Das Lamm öffnet das Buch
- Szene 8: Der Sieger auf dem Schimmel (Erstes Siegel)
- Szene: Das fuchsrote Pferd und der Krieg (Zweites Siegel)
- Szene 9: Der Rappe und die Hungersnot (Drittes Siegel)
- Szene 10: Das bleiche Pferd und der Tod (Viertes Siegel)
- Szene 11: Die Seelen der Märtyrer (Fünftes Siegel)
- Szene: Das Erdbeben (Sechstes Siegel)

### Zweites Element
- Szene: Große Figur?

Obere Reihe
- Szene 12: Die vier Windrichtungen
- Szene 13: Die Schar der Auserwählten
- Szene 14: Die sieben Posaunen (Siebtes Siegel)
- Szene 15: Der Engel mit dem Weihrauchfass
- Szene 16: Der Engel entleert sein Weihrauchfass
- Szene 17: Hagel und Feuer (Erste Posaune)
- Szene 18: Der Schiffbruch (Zweite Posaune)

Untere Reihe
- Szene 19: Der Wermut (Dritte Posaune)
- Szene 20: Der Adler Unheil (Vierte Posaune)
- Szene 21: Die Heuschrecken (Fünfte Posaune)
- Szene 22: Die Engel des Euphratstroms (Sechste Posaune)
- Szene 23: Das Reitervolk
- Szene 24: Der Engel mit dem Buch
- Szene 25: Der heilige Johannes verspeist das Buch

### Drittes Element
- Szene 26: Unter einem Baldachin sitzende große Figur

Obere Reihe
- Szene 27: Die Messung des Tempels
- Szene 28: Die zwei Zeugen
- Szene 29: Der Tod der zwei Zeugen
- Szene 30: Die Freude der Menschen angesichts der toten Zeugen
- Szene 31: Die Zeugen erwachen vom Tode
- Szene 32: Die Ankündigung des Sieges (Siebte Posaune)
- Szene 33: Die Jungfrau im Sonnenkleid

Untere Reihe
- Szene 34: Der Erzengel Michael bezwingt den Drachen
- Szene 35: Dem Weib werden Flügel gegeben
- Szene 36: Der Drache verfolgt das Weib
- Szene 37: Der Drache bekämpft die Diener Gottes
- Szene 38: Das Tier aus dem Meer
- Szene 39: Die Anbetung des Drachen
- Szene 40: Die Anbetung des Tieres

### Viertes Element
- Szene 41: Unter einem Baldachin sitzende große Figur

Obere Reihe
- Szene 42: Die erneute Anbetung des Tieres
- Szene 43: Das Tier aus der Erde lässt Feuer vom Himmel fallen
- Szene 44: Die Anbetung des Abbildes des Tieres
- Szene 45: Die Zahl des Tieres
- Szene 46: Das Lamm auf dem Berg Zion
- Szene 47: Das neue Hohelied
- Szene 48: Ein Engel verkündet eine frohe Botschaft

Untere Reihe
- Szene 49: Ein zweiter Engel kündigt den Untergang Babylons an
- Szene 50: Ein dritter Engel und das Lamm
- Szene 51: Der Schlaf der Gerechten
- Szene 52: Die Ernte der Auserwählten
- Szene 53: Die Weinlese der Verdammten
- Szene 54: Die überlaufende Kelter
- Szene 55: Die sieben letzten Plagen und die Harfen Gottes

### Fünftes Element
- Szene 56: Unter einem Baldachin sitzende große Figur

Obere Reihe
- Szene 57: Die Engel erhalten ihre Schale
- Szene 58: Die erste, auf die Erde ausgegossene Schale
- Szene 59: Die über den Gewässern ausgegossene Schale
- Szene 60: Die vierte, in die Sonne ausgegossene Schale
- Szene 61: Die fünfte und die sechste, über dem Thron und in den Euphrat ausgegossene Schale
- Szene 62: Die Frösche
- Szene 63: Die siebte, in die Luft ausgegossene Schale

Untere Reihe
- Szene 64: Die „große Hure“ auf dem Wasser
- Szene 65: Die „Hure“ auf dem Tier
- Szene 66: Der Untergang des von Teufeln eingenommenen Babylon
- Szene: Der Engel wirft einen Mahlstein ins Meer
- Szene 67: Die dem Untergang geweihte „Hure“
- Szene: Die Hochzeit des Lamms
- Szene 68: Der heilige Johannes und der Engel

### Sechstes Element
- Szene: Große Figur?

Obere Reihe
- Szene: Das Wort Gottes als siegreicher Reiter auf dem Schimmel
- Szene: Die Vögel verschlingen die Gottlosen
- Szene 69: Das Wort Gottes greift die beiden Tiere an
- Szene 70: Die Tiere werden in den feurigen Pfuhl geworfen
- Szene: Der Drache wird für Tausend Jahre gebunden
- Szene 71: Die Richter
- Szene 72: Satan belagert die Stadt

Untere Reihe
- Szene: Der Teufel wird in den feurigen Pfuhl geworfen
- Szene: Das Jüngste Gericht
- Szene 73: Das neue Jerusalem
- Szene 74: Die Messung des neuen Jerusalem
- Szene 75: Der aus dem Thron Gottes fließende Strom
- Szene 76: Der heilige Johannes vor dem Engel
- Szene 77 und 78b: Der heilige Johannes vor Christus